# پل لو دروگو
پل لو دروگو (فرانسوی: Paul Le Drogo‎; ۱۶ دسامبر ۱۹۰۵ – ۲۵ ژوئیهٔ ۱۹۶۶) دوچرخه‌سوار اهل فرانسه بود.